# موسى في الإسلام
مُوسَى بنُ عِمرَان  هو نبي من أولي العزم من الرسل، وأكثر الشخصيات ذكرًا في القرآن. ذكرت قصة موسى في القرآن في عدد من السور. وحسب الرواية القرآنية فإن موسى عاش إبان عصر الفراعنة، ويذكر المحطات الأساسية كانتشاله من النهر، وهربه إلى أرض مدين، والحديث في الوادي المقدس، وضربات مصر، وعبور البحر الأحمر، وتلقف الألواح على جبل الطور، وعبادة بني إسرائيل عجل الذهب، والتيه.

## حَياتهُ في القرآنِ

### رؤيا فرعون
رأى فرعون في منامه أن نارًا أقبلت من بيت المقدس وأحاطت بمصر وأحرقت كل مصريٍّ فيها، واشتملت على بيوت مصر فأحرقتها، ونالت النيران من أهل مصر جميعهم إلا بني إسرائيل  ففزع من الرؤيا وأمر كهنته بتأويل الرؤيا، فقالوا له: يخرج من هذا البلد الذي جاء بنو إسرائيل منه -يعنون بيت المقدس- رجل يكون على وجهه هلاك مصر. فأمر ببني إسرائيل أن لا يولد لهم غلام إلا ذبحوه, ولا تولد لهم جارية إلا تركت. وقال للقبط: انظروا مملوكيكم الذين يعملون خارجا فأدخلوهم, واجعلوا بني إسرائيل يلون تلك الأعمال القذرة. فجعل بني إسرائيل في أعمال غلمانهم, وأدخلوا غلمانهم; فذلك حين يقول الله تبارك وتعالى: ﴿إِنَّ فِرْعَوْنَ عَلَا فِي الْأَرْضِ وَجَعَلَ أَهْلَهَا شِيَعًا يَسْتَضْعِفُ طَائِفَةً مِنْهُمْ يُذَبِّحُ أَبْنَاءَهُمْ وَيَسْتَحْيِي نِسَاءَهُمْ إِنَّهُ كَانَ مِنَ الْمُفْسِدِينَ ۝٤﴾ [القصص:4] وأيضًا: ﴿وَإِذْ نَجَّيْنَاكُمْ مِنْ آلِ فِرْعَوْنَ يَسُومُونَكُمْ سُوءَ الْعَذَابِ يُذَبِّحُونَ أَبْنَاءَكُمْ وَيَسْتَحْيُونَ نِسَاءَكُمْ وَفِي ذَلِكُمْ بَلَاءٌ مِنْ رَبِّكُمْ عَظِيمٌ ۝٤٩﴾ [البقرة:49]

### النجاة في الصغر ودخول قصر فرعون
حسب الرواية الإسلامية، عندما حملت أم موسى به خافت أن يقتله فرعون، فأخفت حملها وكان فرعون يذبح أبناء بني إسرائيل في ذلك الوقت، ولما ولدته أوحى الله إليها أن تلقيه في التابوت وتلقيه في اليم: ﴿وَأَوْحَيْنَا إِلَى أُمِّ مُوسَى أَنْ أَرْضِعِيهِ فَإِذَا خِفْتِ عَلَيْهِ فَأَلْقِيهِ فِي الْيَمِّ وَلَا تَخَافِي وَلَا تَحْزَنِي إِنَّا رَادُّوهُ إِلَيْكِ وَجَاعِلُوهُ مِنَ الْمُرْسَلِينَ ۝٧﴾ [القصص:7]، فقامت بذلك فطاف في اليم فالتقطته زوجة فرعون: ﴿فَالْتَقَطَهُ آلُ فِرْعَوْنَ لِيَكُونَ لَهُمْ عَدُوًّا وَحَزَنًا إِنَّ فِرْعَوْنَ وَهَامَانَ وَجُنُودَهُمَا كَانُوا خَاطِئِينَ ۝٨﴾ [القصص:8] وأحبته حبًّا شديدًا، فأمر فرعون جنوده بقتله، لكنَّ زوجة فرعون طلبت منه تبنيه: ﴿وَقَالَتِ امْرَأَةُ فِرْعَوْنَ قُرَّةُ عَيْنٍ لِي وَلَكَ لَا تَقْتُلُوهُ عَسَى أَنْ يَنْفَعَنَا أَوْ نَتَّخِذَهُ وَلَدًا وَهُمْ لَا يَشْعُرُونَ ۝٩﴾ [القصص:9] فأدخلته القصر وأسموه (موسى) أي: المنتشل من الماء. وطلبت أم موسى من أخته أن تتقصى مكانه وعرفت أين هو: ﴿وَقَالَتْ لِأُخْتِهِ قُصِّيهِ فَبَصُرَتْ بِهِ عَنْ جُنُبٍ وَهُمْ لَا يَشْعُرُونَ ۝١١﴾ [القصص:11]، وكان موسى يرفض جميع المرضعات اللاتي أُحضرن له، وأشارت عليهم أخت موسى بأن تحضر لهم مرضعة فأحضرت لهم أمه: ﴿وَحَرَّمْنَا عَلَيْهِ الْمَرَاضِعَ مِنْ قَبْلُ فَقَالَتْ هَلْ أَدُلُّكُمْ عَلَى أَهْلِ بَيْتٍ يَكْفُلُونَهُ لَكُمْ وَهُمْ لَهُ نَاصِحُونَ ۝١٢﴾ [القصص:12] ورَدَّ الله موسى إلى أمه كي لا تحزن وتعلم أن وعد الله حق: ﴿فَرَدَدْنَاهُ إِلَى أُمِّهِ كَيْ تَقَرَّ عَيْنُهَا وَلَا تَحْزَنَ وَلِتَعْلَمَ أَنَّ وَعْدَ اللَّهِ حَقٌّ وَلَكِنَّ أَكْثَرَهُمْ لَا يَعْلَمُونَ ۝١٣﴾ [القصص:13].

### قتل موسى لرجل من ملأ فرعون والهرب
كبر موسى وآتاه الله علمًا: ﴿وَلَمَّا بَلَغَ أَشُدَّهُ وَاسْتَوَى آتَيْنَاهُ حُكْمًا وَعِلْمًا وَكَذَلِكَ نَجْزِي الْمُحْسِنِينَ ۝١٤﴾ [القصص:14]، ومرَّ موسى ذات يوم في طُرُق المدينة في وقت خلت فيه الطرقات من الناس ظهراً فوجد رجلين يقتتلان، أحدهما إسرائيلي والآخر مصري: ﴿وَدَخَلَ الْمَدِينَةَ عَلَى حِينِ غَفْلَةٍ مِنْ أَهْلِهَا فَوَجَدَ فِيهَا رَجُلَيْنِ يَقْتَتِلَانِ هَذَا مِنْ شِيعَتِهِ وَهَذَا مِنْ عَدُوِّهِ﴾ [القصص:15]. أراد المصري أن يسخِّر الإِسرائيلي في عمل، فأبى عليه الإِسرائيلي. ولما رأى الإِسرائيلي موسى استغاث به، فجاء موسى فأخذ بجمع يده فوكز الفرعوني وكزة فقتله بالخطأ: ﴿فَوَكَزَهُ مُوسَى فَقَضَى عَلَيْهِ﴾ [القصص:15]، فلما رآه قتيلاً قال: ﴿قَالَ هَذَا مِنْ عَمَلِ الشَّيْطَانِ إِنَّهُ عَدُوٌّ مُضِلٌّ مُبِينٌ﴾ [القصص:15]وأصبح موسى في المدينة خائفاً يترقب، وأصبح اليوم التالي يمرّ في طرقات المدينة على حذر. وبينما هو في طريقه إذا الذي استنصره بالأمس يستصرخه مرة ثانية، فأقبل عليه موسى وقال له: ﴿قَالَ لَهُ مُوسَى إِنَّكَ لَغَوِيٌّ مُبِينٌ ۝١٨﴾ [القصص:18]، أي: صاحب فتن ورجل مخاصمات، ومع ذلك أخذته حماسة الانتصار للإِسرائيلي، فأراد أن يبطش بالذي هو عدوّ لهما، لكنّ الإِسرائيلي ظن أنه يريد أن يبطش به ﴿فَلَمَّا أَنْ أَرَادَ أَنْ يَبْطِشَ بِالَّذِي هُوَ عَدُوٌّ لَهُمَا قَالَ يَا مُوسَى أَتُرِيدُ أَنْ تَقْتُلَنِي كَمَا قَتَلْتَ نَفْسًا بِالْأَمْسِ إِنْ تُرِيدُ إِلَّا أَنْ تَكُونَ جَبَّارًا فِي الْأَرْضِ وَمَا تُرِيدُ أَنْ تَكُونَ مِنَ الْمُصْلِحِينَ ۝١٩﴾ فالتقط الناس كلمة الإِسرائيلي وعرفوا منها أن موسى هو الذي قتل المصري بالأمس. وشاع الخبر ووصل إلى القصر الفرعوني. فتذاكر آل فرعون في أمر موسى والقصاص منه. وأتى موسى أحد الأشخاص وحذره من أَنَّ القوم يتأمرون عليه لقتله: ﴿وَجَاءَ رَجُلٌ مِنْ أَقْصَى الْمَدِينَةِ يَسْعَى قَالَ يَا مُوسَى إِنَّ الْمَلَأَ يَأْتَمِرُونَ بِكَ لِيَقْتُلُوكَ فَاخْرُجْ إِنِّي لَكَ مِنَ النَّاصِحِينَ ۝٢٠﴾ [القصص:20]، وأخبره بأن عليه أن يهرب ويترك المدينة، وعندما سمع ذلك ارتعب وقرر الهرب. فغادر موسى البلد واتجه إلى جهة بلاد الشام تلقاء مدين. وسار بلا ماء ولا زاد، وكان يقتات بورق الأشجار، حتى وصل إلى مدين. وفي مدين وجد سلالة من الأسرة الإِبراهيمية منحدرة من مدين «مديان» بن إبراهيم، أحد أعمام بني إسرائيل، ولعله قصدها عامداً لعلمه بصلة القربى مع أهلها.

### اللقاء المبارك
وصل موسى بعد رحلة طويلة إلى مدين، وأخذت موسى غيرة على فتاتين تنتظران الرجال حتى ينتهوا من ملء المياه، فقال لهما: ما خطبكما؟ فاعتذرتا عن عملهما في السقي دون الرجال من أسرتهما ﴿وَلَمَّا وَرَدَ مَاءَ مَدْيَنَ وَجَدَ عَلَيْهِ أُمَّةً مِنَ النَّاسِ يَسْقُونَ وَوَجَدَ مِنْ دُونِهِمُ امْرَأَتَيْنِ تَذُودَانِ قَالَ مَا خَطْبُكُمَا قَالَتَا لَا نَسْقِي حَتَّى يُصْدِرَ الرِّعَاءُ وَأَبُونَا شَيْخٌ كَبِيرٌ ۝٢٣﴾، أي لا يستطيع القيام بهذه المهمة نهض موسى ﴿فَسَقَى لَهُمَا ثُمَّ تَوَلَّى إِلَى الظِّلِّ فَقَالَ رَبِّ إِنِّي لِمَا أَنْزَلْتَ إِلَيَّ مِنْ خَيْرٍ فَقِيرٌ ۝٢٤﴾، تعجب أبو البنتين الشيخُ الكبير من عودتهما مبكرتين، فقصتا عليه قصة الرجل الغريب الذي سقى لهما، فأمر إحداهما أن تعود إليه، وتبلغه دعوة أبيها ليجزيه على عمله ﴿فَجَاءَتْهُ إِحْدَاهُمَا تَمْشِي عَلَى اسْتِحْيَاءٍ قَالَتْ إِنَّ أَبِي يَدْعُوكَ لِيَجْزِيَكَ أَجْرَ مَا سَقَيْتَ لَنَا فَلَمَّا جَاءَهُ وَقَصَّ عَلَيْهِ الْقَصَصَ قَالَ لَا تَخَفْ نَجَوْتَ مِنَ الْقَوْمِ الظَّالِمِينَ ۝٢٥﴾. لبى موسى الدعوة، وسار مع ابنة الشيخ، قالوا: وقد طلب منها أن تسير خلفه وتدله على الطريق، لئلا يقع بصره على حركات جسمها عِفَّةً منه. دخل موسى على الشيخ الكبير، فرحب به، وقدم له القِرى، وسأله عن خطبه، فقص عليه موسى القصص، ووصف له حاله وحال بني إسرائيل في مصر، قال: {لا تَخَفْ نَجَوْتَ مِنْ الْقَوْمِ الظَّالِمِينَ}.
قيل إن الشيخ هو النبي شعيب الذي أرسل إلى أهل مدين، وهذا هو المشهور عند كثير من العلماء. وقيل أنه رجل مؤمن من قوم شعيب لبعد المسافة الزمنية بين شعيب وبين موسى وهذا هو الراجح.
و﴿قَالَتْ إِحْدَاهُمَا يَا أَبَتِ اسْتَأْجِرْهُ إِنَّ خَيْرَ مَنِ اسْتَأْجَرْتَ الْقَوِيُّ الْأَمِينُ ۝٢٦﴾ فأُعجب الشيخ برأي ابنته، وعرض على موسى الزواج من إحدى ابنتيه اللَّتين سقى لهما. و﴿قَالَ إِنِّي أُرِيدُ أَنْ أُنْكِحَكَ إِحْدَى ابْنَتَيَّ هَاتَيْنِ عَلَى أَنْ تَأْجُرَنِي ثَمَانِيَ حِجَجٍ فَإِنْ أَتْمَمْتَ عَشْرًا فَمِنْ عِنْدِكَ وَمَا أُرِيدُ أَنْ أَشُقَّ عَلَيْكَ سَتَجِدُنِي إِنْ شَاءَ اللَّهُ مِنَ الصَّالِحِينَ ۝٢٧﴾ وشَرَطَ عليه أن يكون مهر ابنته أن يخدمه ثماني سنين، فإن زادها إلى عشر سنين فهي زيادة غير مفروضة. فوافق موسى على العقد مع الشيخ، و﴿قَالَ ذَلِكَ بَيْنِي وَبَيْنَكَ أَيَّمَا الْأَجَلَيْنِ قَضَيْتُ فَلَا عُدْوَانَ عَلَيَّ وَاللَّهُ عَلَى مَا نَقُولُ وَكِيلٌ ۝٢٨﴾. وتمت المصاهرة بينهما، قالوا أنَّ اسم ابنة الشيخ التي صارت زوجاً لموسى «صفورة». ولبث موسى عند صهره الشيخ في مدين يخدمه حسب الشرط، وقضى في خدمته أوفى الأجلين وهو عشر سنين. وقد ولدت له امرأته «صفورة» في مدين ولداً سماه «جرشوم» ومعناه غريب المولد.

### القرار بالعودة إلى مصر
أراد موسى العودة بأهله إلى مصر، وعزم على المسير واستعد له. ولما أراد الفراق أمر امرأته أن تسأل أباها أن يعطيها من غنمه ما يعيشون به، فأعطاها ما ولدت غنمه في ذلك العام من قالب لون، (أي: على غير لون أمها).
عن عقبة بن المنذر فيما رواه البزار، أن رسول الله ﷺ سُئل أي الأجلين قضى موسى؟ قال: « أبرهما وأوفاهما »، ثم قال: « إن موسى  لما أراد فراق شعيب ، أمر امرأته أن تسأل أباها أن يعطيها من غنمه ما يعيشون به، فأعطاها ما ولدت غنمه في ذلك العام من قالب لون . قال:  فما مرت شاة إلا ضرب موسى جنبها بعصاه فولدت قوالب ألوان كلها، وولدت اثنتين أو ثلاثاً كلُّ شاة، وليس فيها فشوش، ولا ضبوب، ولا كميشة تفوت الكف ولا ثغول ». أي: جاءت على غير ألوان، « إذا فتحتم الشام فإنكم ستجدون بقايا منها وهي السامرية '».

### الوادي المقدس طوى
سار موسى بأهله من أرض مدين في فصل الشتاء، واستاق غنمه، ولما اقترب من جبل الطور ضلَّ الطريق في ليلة باردة، وقيل كانت امرأته حاملاً، وأراد موسى أن يوري ناراً فصلد زنده فلم يقدح له. وما إن وصل موسى منطقة جبل الطور ﴿إِذْ رَأَى نَارًا فَقَالَ لِأَهْلِهِ امْكُثُوا إِنِّي آنَسْتُ نَارًا لَعَلِّي آتِيكُمْ مِنْهَا بِقَبَسٍ أَوْ أَجِدُ عَلَى النَّارِ هُدًى ۝١٠﴾، أي: من يدله على الطريق إلى مصر. فلما أتى موسى النار من جانب الشجرة المباركة، سمع نداء: ﴿إِنِّي أَنَا رَبُّكَ فَاخْلَعْ نَعْلَيْكَ إِنَّكَ بِالْوَادِ الْمُقَدَّسِ طُوًى ۝١٢ وَأَنَا اخْتَرْتُكَ فَاسْتَمِعْ لِمَا يُوحَى ۝١٣﴾. فأوحى الله له ما أوحى، وكلّفه أن يحمل الرسالة إلى فرعون، وأعطاه الله الآيات، وطلب موسى من ربه أن يرسل معه أخاه هارون، ليكون له ردءاً وأمره الله هو وهارون أن يطلبا من فرعون أن يأخذا بني إسرائيل معهم ويخرجوا من مصر: ﴿فَأْتِيَاهُ فَقُولَا إِنَّا رَسُولَا رَبِّكَ فَأَرْسِلْ مَعَنَا بَنِي إِسْرَائِيلَ وَلَا تُعَذِّبْهُمْ قَدْ جِئْنَاكَ بِآيَةٍ مِنْ رَبِّكَ وَالسَّلَامُ عَلَى مَنِ اتَّبَعَ الْهُدَى ۝٤٧﴾ [طه:47]، وأضاف موسى و﴿قَالَ رَبِّ إِنِّي قَتَلْتُ مِنْهُمْ نَفْسًا فَأَخَافُ أَنْ يَقْتُلُونِ ۝٣٣ وَأَخِي هَارُونُ هُوَ أَفْصَحُ مِنِّي لِسَانًا فَأَرْسِلْهُ مَعِيَ رِدْءًا يُصَدِّقُنِي إِنِّي أَخَافُ أَنْ يُكَذِّبُونِ ۝٣٤﴾. فقال له الله: ﴿قَالَ سَنَشُدُّ عَضُدَكَ بِأَخِيكَ وَنَجْعَلُ لَكُمَا سُلْطَانًا فَلَا يَصِلُونَ إِلَيْكُمَا بِآيَاتِنَا أَنْتُمَا وَمَنِ اتَّبَعَكُمَا الْغَالِبُونَ ۝٣٥﴾.

### مواجهه فرعون
حمل موسى الرسالة، مؤيَّداً بالمعجزات من ربه، ودخل مصر وقابل فرعون مع أخيه هارون، وقال موسى أنه رسول الله إليه: ﴿وَقَالَ مُوسَى يَا فِرْعَوْنُ إِنِّي رَسُولٌ مِنْ رَبِّ الْعَالَمِينَ ۝١٠٤﴾ [الأعراف:104]، ودعا فرعون للإيمان بالله والخضوع له والتوقف عن استعباد وظلم بني إسرائيل وطلب من فرعون أن يأخذ بني إسرائيل ويهاجروا من مصر:﴿حَقِيقٌ عَلَى أَنْ لَا أَقُولَ عَلَى اللَّهِ إِلَّا الْحَقَّ قَدْ جِئْتُكُمْ بِبَيِّنَةٍ مِنْ رَبِّكُمْ فَأَرْسِلْ مَعِيَ بَنِي إِسْرَائِيلَ ۝١٠٥﴾ [الأعراف:105] فذَكَّرَ فرعون موسى أنه هو من ربَّاه منذ أن كان صغيرًا وذكَّره بحادثة قتل المصري واتهمه بالكفر: ﴿قَالَ أَلَمْ نُرَبِّكَ فِينَا وَلِيدًا وَلَبِثْتَ فِينَا مِنْ عُمُرِكَ سِنِينَ ۝١٨ وَفَعَلْتَ فَعْلَتَكَ الَّتِي فَعَلْتَ وَأَنْتَ مِنَ الْكَافِرِينَ ۝١٩﴾ [الشعراء:18–19] واستهزأ فرعون به وهدد موسى  بالسجن: ﴿قَالَ لَئِنِ اتَّخَذْتَ إِلَهًا غَيْرِي لَأَجْعَلَنَّكَ مِنَ الْمَسْجُونِينَ ۝٢٩ قَالَ أَوَلَوْ جِئْتُكَ بِشَيْءٍ مُبِينٍ ۝٣٠ قَالَ فَأْتِ بِهِ إِنْ كُنْتَ مِنَ الصَّادِقِينَ ۝٣١﴾ [الشعراء:29–31] وأتاهم بمعجزة العصا التي تحولت لثعبان ومعجزة يديه التي تخرج بيضاء من غير سوء: ﴿فَأَلْقَى عَصَاهُ فَإِذَا هِيَ ثُعْبَانٌ مُبِينٌ ۝١٠٧ وَنَزَعَ يَدَهُ فَإِذَا هِيَ بَيْضَاءُ لِلنَّاظِرِينَ ۝١٠٨﴾ [الأعراف:107–108] فأنكرها فرعون وقومه وادَّعوا أنه سحر: ﴿فَلَمَّا جَاءَهُمْ مُوسَى بِآيَاتِنَا بَيِّنَاتٍ قَالُوا مَا هَذَا إِلَّا سِحْرٌ مُفْتَرًى وَمَا سَمِعْنَا بِهَذَا فِي آبَائِنَا الْأَوَّلِينَ ۝٣٦﴾ [القصص:36]، واستمر فرعون بتكذيب موسى وأمر وزيره هامان ببناء صرح طويل حتى يصل إلى الله: ﴿وَقَالَ فِرْعَوْنُ يَا أَيُّهَا الْمَلَأُ مَا عَلِمْتُ لَكُمْ مِنْ إِلَهٍ غَيْرِي فَأَوْقِدْ لِي يَا هَامَانُ عَلَى الطِّينِ فَاجْعَلْ لِي صَرْحًا لَعَلِّي أَطَّلِعُ إِلَى إِلَهِ مُوسَى وَإِنِّي لَأَظُنُّهُ مِنَ الْكَاذِبِينَ ۝٣٨﴾ [القصص:38]، وادعى رجال من حاشية فرعون أن موسى وهارون يريدان أن يخرجا الناس من أرضهم ويستحوذا على الملك: ﴿قَالُوا أَجِئْتَنَا لِتَلْفِتَنَا عَمَّا وَجَدْنَا عَلَيْهِ آبَاءَنَا وَتَكُونَ لَكُمَا الْكِبْرِيَاءُ فِي الْأَرْضِ وَمَا نَحْنُ لَكُمَا بِمُؤْمِنِينَ ۝٧٨﴾ [يونس:78] وقرر فرعون جمع سحرة مصر وحشدهم يوم الزينة في وقت الضحى ليواجهوا موسى  بسحرهم: ﴿قَالَ مَوْعِدُكُمْ يَوْمُ الزِّينَةِ وَأَنْ يُحْشَرَ النَّاسُ ضُحًى ۝٥٩﴾ [طه:59].

### يوم الزينة ومواجهة سحرة فرعون
اجتمع فرعون بالسَّحرة، وأخبرهم بما رآه من معجزات موسى، وسألهم عمّا يُمكنهم فِعْله؛ لإبطال ما جاء به موسى، فأخبروه بأنّهم سيغلبونه بسِحْرهم، وطلبوا منه الأجر، فأكّدَ لهم أنّهم سيكونون مُقرَّبين منه، ومأجورين: ﴿قَالُوا أَرْجِهْ وَأَخَاهُ وَابْعَثْ فِي الْمَدَائِنِ حَاشِرِينَ ۝٣٦ يَأْتُوكَ بِكُلِّ سَحَّارٍ عَلِيمٍ ۝٣٧ فَجُمِعَ السَّحَرَةُ لِمِيقَاتِ يَوْمٍ مَعْلُومٍ ۝٣٨ وَقِيلَ لِلنَّاسِ هَلْ أَنْتُمْ مُجْتَمِعُونَ ۝٣٩ لَعَلَّنَا نَتَّبِعُ السَّحَرَةَ إِنْ كَانُوا هُمُ الْغَالِبِينَ ۝٤٠ فَلَمَّا جَاءَ السَّحَرَةُ قَالُوا لِفِرْعَوْنَ أَئِنَّ لَنَا لَأَجْرًا إِنْ كُنَّا نَحْنُ الْغَالِبِينَ ۝٤١ قَالَ نَعَمْ وَإِنَّكُمْ إِذًا لَمِنَ الْمُقَرَّبِينَ ۝٤٢﴾ [الشعراء:36–42] ولبَّى سيدنا موسى  الدعوة، وقالوا له إما يبدأوا هم أو يبدأ هو، فقال لهم أن يبدأوا هم، وسحروا أعين الناس:﴿قَالَ أَلْقُوا فَلَمَّا أَلْقَوْا سَحَرُوا أَعْيُنَ النَّاسِ وَاسْتَرْهَبُوهُمْ وَجَاءُوا بِسِحْرٍ عَظِيمٍ ۝١١٦﴾ [الأعراف:116]، فتوجَّسَ موسى  خيفةً فأتاه الوحي من الله أن لا يخف وأُمِر أن يلقي عصاه مع بيان أن كيد السحرة ضعيف: ﴿فَأَوْجَسَ فِي نَفْسِهِ خِيفَةً مُوسَى ۝٦٧ قُلْنَا لَا تَخَفْ إِنَّكَ أَنْتَ الْأَعْلَى ۝٦٨ وَأَلْقِ مَا فِي يَمِينِكَ تَلْقَفْ مَا صَنَعُوا إِنَّمَا صَنَعُوا كَيْدُ سَاحِرٍ وَلَا يُفْلِحُ السَّاحِرُ حَيْثُ أَتَى ۝٦٩﴾ [طه:67–69] وعندما رأى السحرة معجزة موسى تبين لهم أنها معجزة من رب العالمين ويستحيل أن يكون سحرًا وآمنوا بالله وخرُّوا له سجَّدًا: ﴿فَأُلْقِيَ السَّحَرَةُ سُجَّدًا قَالُوا آمَنَّا بِرَبِّ هَارُونَ وَمُوسَى ۝٧٠﴾ [طه:70] فغضب فرعون من إيمان السحرة بالله قبل أن يأذن لهم وهددهم بالقتل والصلب على جذوع النخل: ﴿قَالَ آمَنْتُمْ لَهُ قَبْلَ أَنْ آذَنَ لَكُمْ إِنَّهُ لَكَبِيرُكُمُ الَّذِي عَلَّمَكُمُ السِّحْرَ فَلَأُقَطِّعَنَّ أَيْدِيَكُمْ وَأَرْجُلَكُمْ مِنْ خِلَافٍ وَلَأُصَلِّبَنَّكُمْ فِي جُذُوعِ النَّخْلِ وَلَتَعْلَمُنَّ أَيُّنَا أَشَدُّ عَذَابًا وَأَبْقَى ۝٧١﴾ [طه:71].

### محاولة قتله
بعد حادثة يوم الزينة وإيمان بني إسرائيل بموسى وهارون  أمر فرعون بقتل أبناء المؤمنين واستحياء نساءهم وهَمَّ بقتل موسى : ﴿فَلَمَّا جَاءَهُمْ بِالْحَقِّ مِنْ عِنْدِنَا قَالُوا اقْتُلُوا أَبْنَاءَ الَّذِينَ آمَنُوا مَعَهُ وَاسْتَحْيُوا نِسَاءَهُمْ وَمَا كَيْدُ الْكَافِرِينَ إِلَّا فِي ضَلَالٍ ۝٢٥ وَقَالَ فِرْعَوْنُ ذَرُونِي أَقْتُلْ مُوسَى وَلْيَدْعُ رَبَّهُ إِنِّي أَخَافُ أَنْ يُبَدِّلَ دِينَكُمْ أَوْ أَنْ يُظْهِرَ فِي الْأَرْضِ الْفَسَادَ ۝٢٦﴾ [غافر:25–26] فاستنكر رجل من حاشية فرعون ذلك وقد كان يكتم إيمانه، وأقرَّ بأنه يخاف عليهم من غضب الله وأن يخسف الله بهم كما خسف قوم نوح وعاد وثمود، وقال أنه يخاف عليهم من عذاب يوم القيامة، وذكرهم بنبوة يوسف وادعوا أنه لن يأتي من بعده رسول:﴿وَقَالَ رَجُلٌ مُؤْمِنٌ مِنْ آلِ فِرْعَوْنَ يَكْتُمُ إِيمَانَهُ أَتَقْتُلُونَ رَجُلًا أَنْ يَقُولَ رَبِّيَ اللَّهُ وَقَدْ جَاءَكُمْ بِالْبَيِّنَاتِ مِنْ رَبِّكُمْ وَإِنْ يَكُ كَاذِبًا فَعَلَيْهِ كَذِبُهُ وَإِنْ يَكُ صَادِقًا يُصِبْكُمْ بَعْضُ الَّذِي يَعِدُكُمْ إِنَّ اللَّهَ لَا يَهْدِي مَنْ هُوَ مُسْرِفٌ كَذَّابٌ ۝٢٨ يَا قَوْمِ لَكُمُ الْمُلْكُ الْيَوْمَ ظَاهِرِينَ فِي الْأَرْضِ فَمَنْ يَنْصُرُنَا مِنْ بَأْسِ اللَّهِ إِنْ جَاءَنَا قَالَ فِرْعَوْنُ مَا أُرِيكُمْ إِلَّا مَا أَرَى وَمَا أَهْدِيكُمْ إِلَّا سَبِيلَ الرَّشَادِ ۝٢٩ وَقَالَ الَّذِي آمَنَ يَا قَوْمِ إِنِّي أَخَافُ عَلَيْكُمْ مِثْلَ يَوْمِ الْأَحْزَابِ ۝٣٠ مِثْلَ دَأْبِ قَوْمِ نُوحٍ وَعَادٍ وَثَمُودَ وَالَّذِينَ مِنْ بَعْدِهِمْ وَمَا اللَّهُ يُرِيدُ ظُلْمًا لِلْعِبَادِ ۝٣١ وَيَا قَوْمِ إِنِّي أَخَافُ عَلَيْكُمْ يَوْمَ التَّنَادِ ۝٣٢ يَوْمَ تُوَلُّونَ مُدْبِرِينَ مَا لَكُمْ مِنَ اللَّهِ مِنْ عَاصِمٍ وَمَنْ يُضْلِلِ اللَّهُ فَمَا لَهُ مِنْ هَادٍ ۝٣٣ وَلَقَدْ جَاءَكُمْ يُوسُفُ مِنْ قَبْلُ بِالْبَيِّنَاتِ فَمَا زِلْتُمْ فِي شَكٍّ مِمَّا جَاءَكُمْ بِهِ حَتَّى إِذَا هَلَكَ قُلْتُمْ لَنْ يَبْعَثَ اللَّهُ مِنْ بَعْدِهِ رَسُولًا كَذَلِكَ يُضِلُّ اللَّهُ مَنْ هُوَ مُسْرِفٌ مُرْتَابٌ ۝٣٤﴾ [غافر:28–34] فتراجع فرعون عن تلك الفكرة لكنه استمر في ظلم واستعباد بني إسرائيل، وطلب موسى  من قومه أن يصبروا، ويتمسّكوا بحبل الله؛ فهو قادر على أن يُهلك فرعون وقومه، وطلب منهم التوكل على الله، وأمرهم الله بعدها باتخاذ بيوت يستخفون فيها ويقيمون فيها الصلاة:﴿وَأَوْحَيْنَا إِلَى مُوسَى وَأَخِيهِ أَنْ تَبَوَّآ لِقَوْمِكُمَا بِمِصْرَ بُيُوتًا وَاجْعَلُوا بُيُوتَكُمْ قِبْلَةً وَأَقِيمُوا الصَّلَاةَ وَبَشِّرِ الْمُؤْمِنِينَ ۝٨٧﴾ [يونس:87] وفرعون تجاوز الحدَّ في ظُلمه، وطُغيانه؛ فدعا موسى وهارون على فرعون وأعوانه بأن يُبدّدَ أموالهم، ويطبعَ على قلوبهم؛ فلا يؤمنوا حتى يَرَوا العذاب الأليم، فاستجاب الله لدعائهم: ﴿وَقَالَ مُوسَى رَبَّنَا إِنَّكَ آتَيْتَ فِرْعَوْنَ وَمَلَأَهُ زِينَةً وَأَمْوَالًا فِي الْحَيَاةِ الدُّنْيَا رَبَّنَا لِيُضِلُّوا عَنْ سَبِيلِكَ رَبَّنَا اطْمِسْ عَلَى أَمْوَالِهِمْ وَاشْدُدْ عَلَى قُلُوبِهِمْ فَلَا يُؤْمِنُوا حَتَّى يَرَوُا الْعَذَابَ الْأَلِيمَ ۝٨٨﴾ [يونس:88].

### الخروج من مصر
أخرج موسى بني إسرائيل من مصر بعد أن أنجاه الله من فرعون وقومه. ثم ذهب لمناجاة ربه وتلقى من ربه الألواح وفيها الوصايا الإِلهية، وعاد إلى قومه فوجدهم قد عبدوا العجل الذي اتخذه لهم السامري، وكان من شأنه معهم ما سبق بيانه عنه الكلام على معجزاته، ثم طلب من بني إسرائيل أن يدخلوا الأرض المقدسة -وهي أريحا- مجاهدين في سبيل الله بعدما أراهم المعجزات الباهرات، فقالوا له: « إن فيها قوماً جبارين »، و« إنا لن ندخلها أبداً ما داموا فيها »، « فاذهب أنت وربك فقاتلا إنا ههنا قاعدون ». فغضب موسى ودعا عليهم فقال: « ربِّ إني لا أملك إلاَّ نفسي وأخي فافرق بيننا وبين القوم الفاسقين »، فأجابه الله و﴿قَالَ فَإِنَّهَا مُحَرَّمَةٌ عَلَيْهِمْ أَرْبَعِينَ سَنَةً يَتِيهُونَ فِي الْأَرْضِ فَلَا تَأْسَ عَلَى الْقَوْمِ الْفَاسِقِينَ ۝٢٦﴾.
وهكذا لبثوا في التيه أربعين سنة، يتردَّدُون في برية سيناء وبرية فاران «صحراء الحجاز»، وجبال السَّرَاة وأرض ساعير وبلاد الكرك والشوبك.

### لقاؤه بالعبد الصالح
لَما التقى موسى بالخضر، قـال له: هل تأذن أيها العبد الصالح أن تفيض عليّ بعلمك على أن أتبعك وألتزم أمرك ونهيك؟ وكان الخضر قد أُلْهِم أن موسى لا يصبر على السكوت إذا رأى ما يكره، فقال الخضر لموسى: إنك لن تستطيع معي صبرًا، فلو صحبتني فسترى ظواهر عجيبة وأمورًا غريبة. فقال موسى وهو الحريص على العلم التوّاق إلى المعرفة: ﴿قَالَ سَتَجِدُنِي إِنْ شَاءَ اللَّهُ صَابِرًا وَلَا أَعْصِي لَكَ أَمْرًا ۝٦٩﴾.
فاشترط عليه الخضر أنه إن صحبه فلا يسأل عن شيء حتى تنتهي الرحلة، وحينها يبيّن له ما استشكل عليه. وافق موسى وتبعه في رحلته، وبينما هما في السفينة فوجئ موسى بأنّ الخضر أخذ لوحين من خشب السفينة فخلعهما، فقال موسى ما أخبر الله عنه في القرآن: ﴿فَانْطَلَقَا حَتَّى إِذَا رَكِبَا فِي السَّفِينَةِ خَرَقَهَا قَالَ أَخَرَقْتَهَا لِتُغْرِقَ أَهْلَهَا لَقَدْ جِئْتَ شَيْئًا إِمْرًا ۝٧١ قَالَ أَلَمْ أَقُلْ إِنَّكَ لَنْ تَسْتَطِيعَ مَعِيَ صَبْرًا ۝٧٢﴾.
ثم ذكّره الخضر بالشرط والعهد، فتذكّر موسى و﴿قَالَ لَا تُؤَاخِذْنِي بِمَا نَسِيتُ وَلَا تُرْهِقْنِي مِنْ أَمْرِي عُسْرًا ۝٧٣﴾. وبينما هما على السفينة إذ جاء عصفور فوقع على حرفها فغمس منقاره في البحر، فقال الخضر لموسى: « ما علمي وعلمك في جنب علم الله إلا كما نقر هذا العصفور من البحر »، أي لا نعلم من علم الله إلا القدر الذي أعطانا، والقدر الذي أعطانا بالنسبة لِما لم يُعطنا كما أصاب منقار العصفور من الماء حين غمسه في البحر. ولَمّا مرت السفينة بعد حين بدون أن يغرق أحد، مرّر الخضر يده على مكان اللوحين المكسورين فعادا كما كانا بإذن الله.[بحاجة لمصدر]
ولما غادرا السفينة تابعا المسير، فوجدا غِلمانًا وفتيانًا يلعبون، فأخذ الخضر واحدًا منهم كان كافرا لصًا قاطعًا للطريق، وكان يُفسد ويقسم لأبويه أنه ما فعل، فأخذه الخضر بعيدا عن الغلمان فأضجعه وقتله كما أخبر الله: ﴿فَانْطَلَقَا حَتَّى إِذَا لَقِيَا غُلَامًا فَقَتَلَهُ قَالَ أَقَتَلْتَ نَفْسًا زَكِيَّةً بِغَيْرِ نَفْسٍ لَقَدْ جِئْتَ شَيْئًا نُكْرًا ۝٧٤﴾.
أكمل موسى والخضر طريقهما، وانطلقا حتى أتيا قريةً وكان أهلها بخلاء لئامًا، فطافا في المجالس وطلبا طعامًا فلم يقدّم أهل القرية لهما شيئا، وردّوهما ردا غير جميل، فخرجا جائعين. وقبل أن يجاوزا القرية، وجدا جدارًا يتداعى للسقوط ويكاد ينهار، فأصلحه الخضر حتى استقام واقفًا، فاستغرب موسى لفعله وقال: « عَجَبًا أتجازي هؤلاء القوم الذين أساءوا اللقاء بهذا الإحسان، لو شئت لأخذت على فِعْلِك هذا أجرًا منهم نسدّ به حاجتنا »، ﴿فَانْطَلَقَا حَتَّى إِذَا أَتَيَا أَهْلَ قَرْيَةٍ اسْتَطْعَمَا أَهْلَهَا فَأَبَوْا أَنْ يُضَيِّفُوهُمَا فَوَجَدَا فِيهَا جِدَارًا يُرِيدُ أَنْ يَنْقَضَّ فَأَقَامَهُ قَالَ لَوْ شِئْتَ لَاتَّخَذْتَ عَلَيْهِ أَجْرًا ۝٧٧﴾،
فتيقّن الخضر أنّ موسى لن يستطيع بعد الآن صبرًا، ﴿قَالَ هَذَا فِرَاقُ بَيْنِي وَبَيْنِكَ سَأُنَبِّئُكَ بِتَأْوِيلِ مَا لَمْ تَسْتَطِعْ عَلَيْهِ صَبْرًا ۝٧٨﴾، أما السفينة التي خرقها فكانت لمساكين يعملون في البحر فيصيبون منها رزقًا، وكان عليهم ملك فاجر يأخذ كل سفينة سليمة تمرّ في بحره غصبًا ويترك التي فيها خلل وأعطال. فأظهر الخضر فيها عيبًا حتى إذا جاء خدام الملك تركوها للعيب الذي فيها، ثم أصلحها وبقيت لهم. وأما الغلام الذي قتله الخضر كان كافرا وأبواه مؤمنين وكانا يعطفان عليه، قال الخضر: كرهت أن يحملهما حبّه على أن يَتَّبِعاه على كفره، فأمرني الله أن أقتله باعتبار ما سيؤول أمره إليه، إذ لو عاش لأتعب والديه بكفره، ولله أن يحكم في خلقه بما يشاء. وأما الجدار فكان لغلامين يتيمين في المدينة وتحت الجدار كنْزٌ لهما، ولَمّا كان الجدار مشرفًا على السقوط، ولو سقط لضاع ذلك الكنْز أراد الله إبقاءه لليتيمين رعاية لحقّهما. ﴿وَأَمَّا الْجِدَارُ فَكَانَ لِغُلَامَيْنِ يَتِيمَيْنِ فِي الْمَدِينَةِ وَكَانَ تَحْتَهُ كَنْزٌ لَهُمَا وَكَانَ أَبُوهُمَا صَالِحًا فَأَرَادَ رَبُّكَ أَنْ يَبْلُغَا أَشُدَّهُمَا وَيَسْتَخْرِجَا كَنْزَهُمَا رَحْمَةً مِنْ رَبِّكَ وَمَا فَعَلْتُهُ عَنْ أَمْرِي ذَلِكَ تَأْوِيلُ مَا لَمْ تَسْطِعْ عَلَيْهِ صَبْرًا ۝٨٢﴾.

## موضع قبره
حسب المعتقد الشيعي الإمامي الذي ورد في تفسير علي بن إبراهيم القمي، فقد توفي هارون وموسى في التيه، فروي أن الذي حفر قبر موسى هو ملك الموت في صورة آدمي، ولذلك لا يعرف بنو إسرائيل موضع قبر موسى وروى المجلسي عن النبي أنه سئل عن قبره فقال: عند الطريق الأعظم، عند الكثيب الأحمر. وروى أنه قال: وكان بين موسى وبين داود خمسمائة سنة، وبين داود وعيسى ألف سنة ومائة سنة.

## وصلات خارجية
| موسى في الإسلام |                          |            |
| سبقه شعيب       | الأنبياء في الإسلام موسى | تبعه هارون |